# Breukelen
Breukelen es una población del municipio de Stichtse Vecht en los Países Bajos perteneciente a la provincia de Utrecht, a orillas del río Vecht y el canal Ámsterdam-Rin. Fue municipio independiente hasta el 1 de enero de 2011 cuando se fusionó con Maarssen y Loenen para formar el nuevo Stichtse Vecht. En 2010 tenía una población de 14.610 habitantes sobre una superficie de 48,65 km². Cuenta con estación de tren en la línea del ferrocarril del Rin.

## Historia
La abundancia de turbera en la zona impidió los asentamientos de población hasta al menos el siglo VIII, momento en que el predicador san Bonifacio habría fundado una iglesia de madera dedicada a san Pedro. Los restos más antiguos de la actual iglesia, en el ábside y coro, corresponden ya al siglo XV. Hacia 1275 se construyó el castillo de Nijenrode, en las afueras de la población, pero resultó seriamente dañado en los enfrentamientos entre el obispo de Utrecht y el emperador Maximiliano I de Austria y a comienzos del siglo XVI era una ruina. Reconstruido de 1632 a 1642, en 1673 las tropas francesas de Luis XIV lo incendiaron en el curso de la guerra de Holanda, en la que la población sufrió muchos daños. Tras diversas restauraciones y cambios de propiedad el castillo fue adquirido por el marchante de arte Jacques Goudstikker, que murió en 1940 en el barco en que escapaba de la ocupación nazi, con la que se produjo la confiscación de su colección de arte y del propio castillo. En la actualidad está ocupado por una universidad privada de negocios.
El distrito de Brooklyn en Nueva York proviene su nombre de Breukelen.

## Galería de imágenes

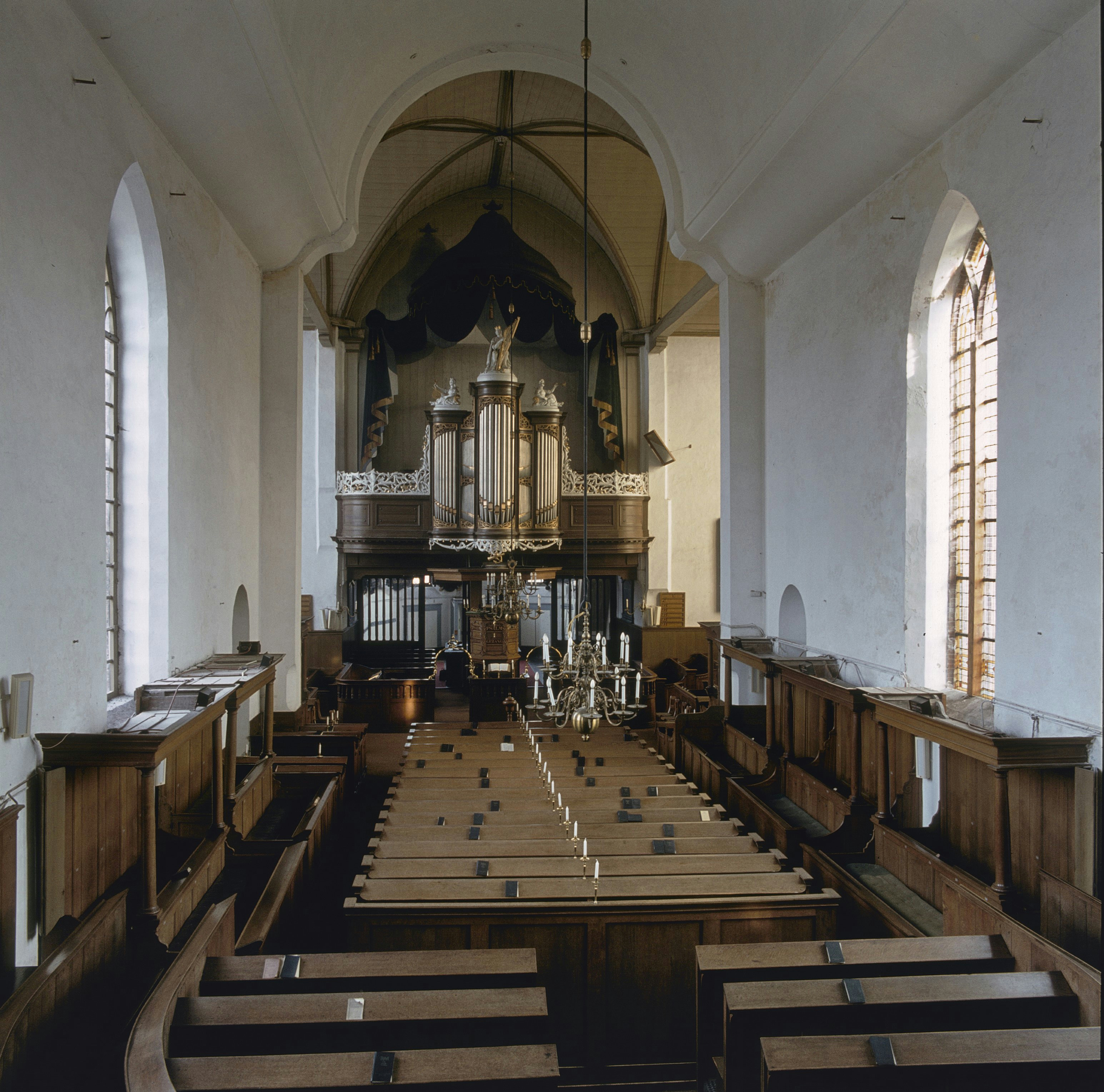
Interior de la Iglesia reformada neerlandesa
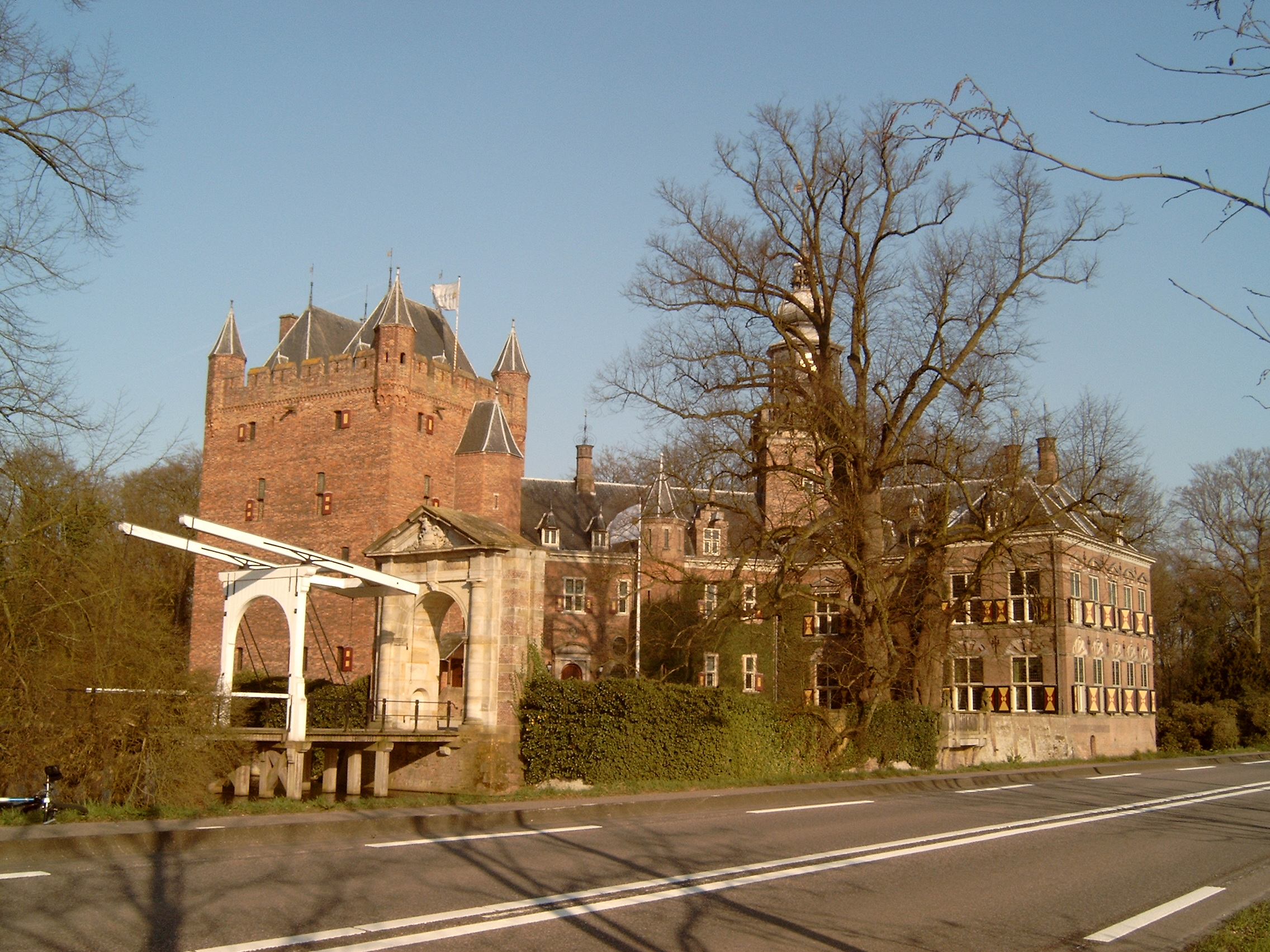
Nijenrode
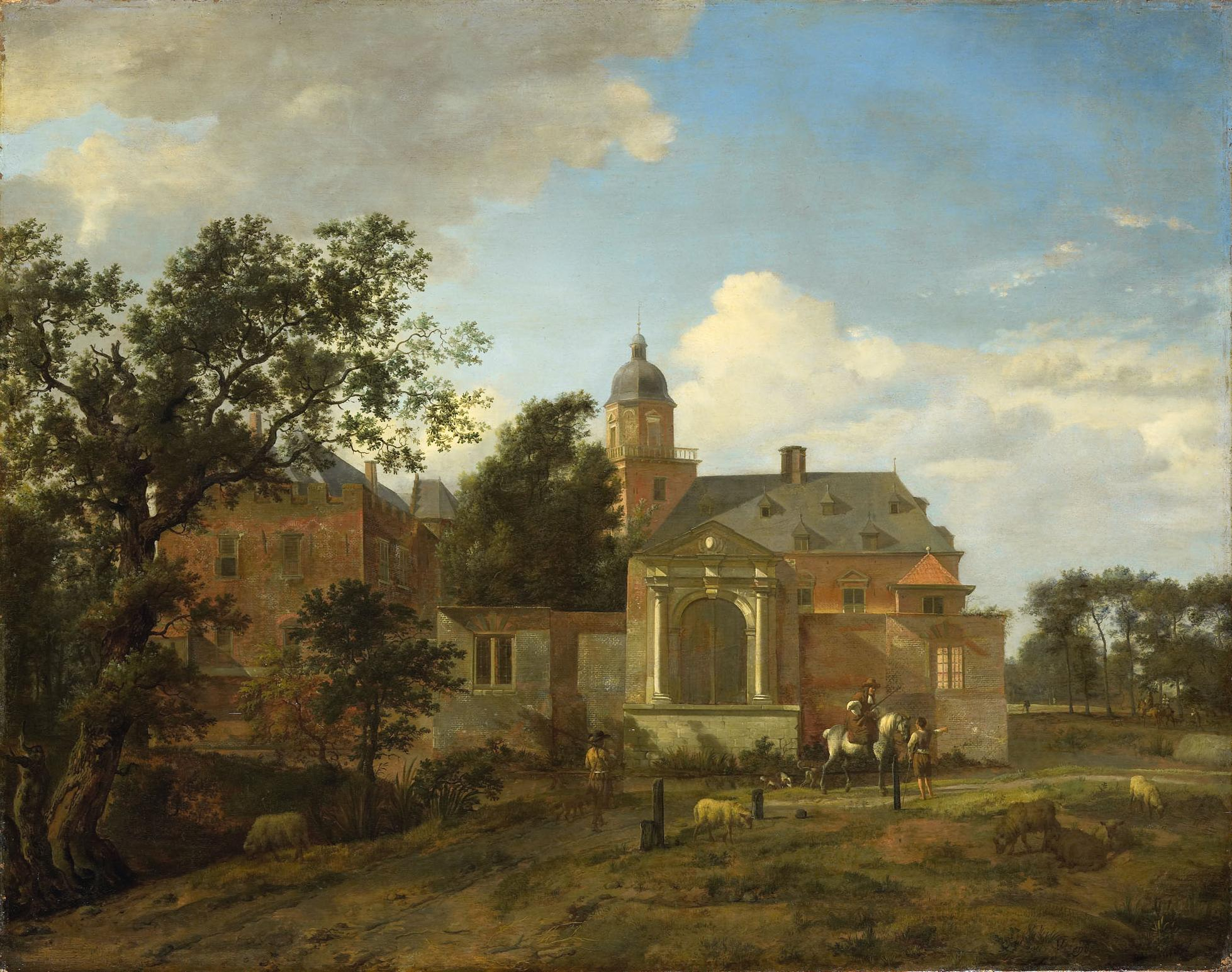
El castillo de Nijenrode en una pintura de Jan van der Heyden y Adriaen van de Velde de hacia 1660/1672
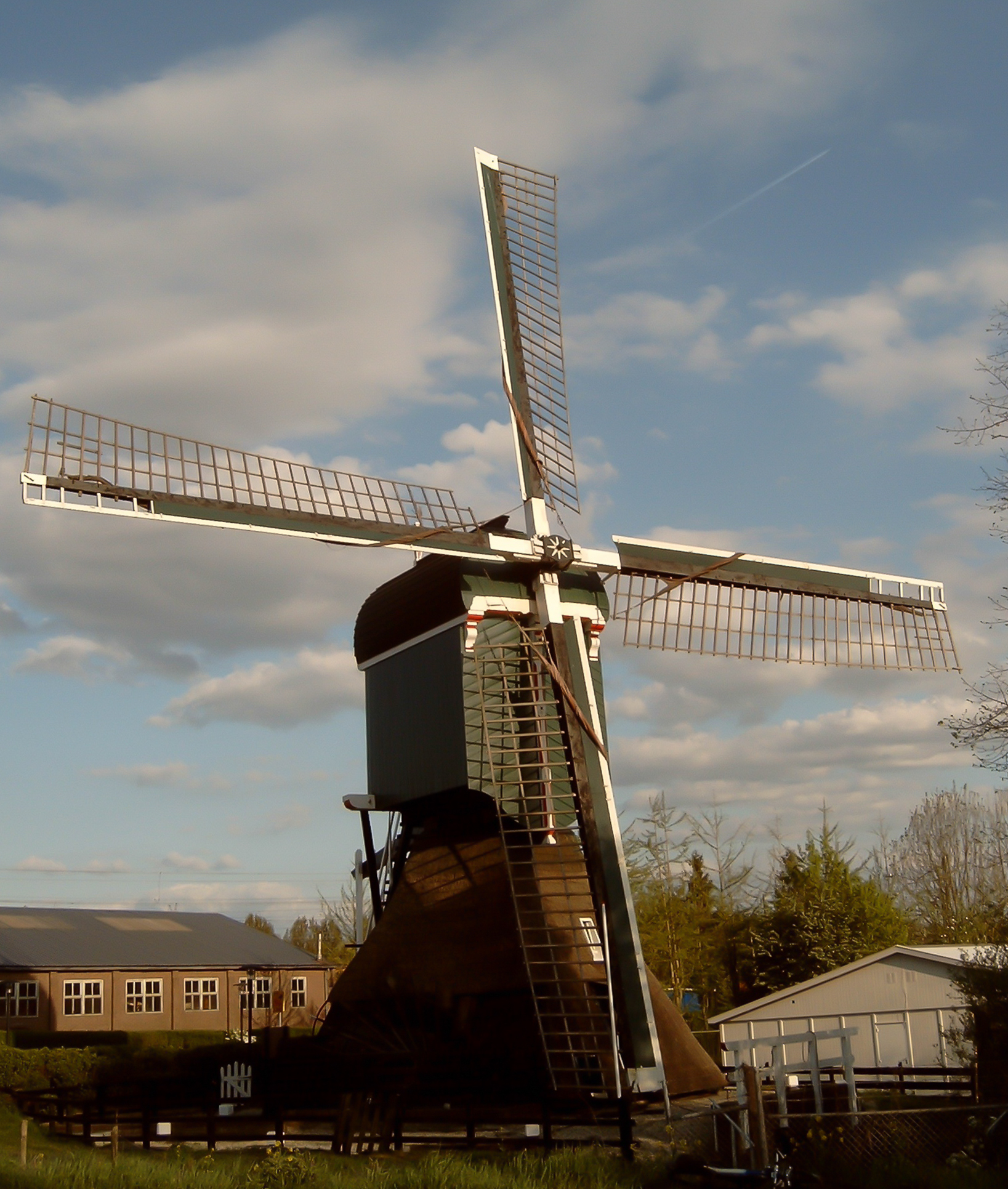
Molino Kortrijkse, molino de pólder de 1696